# Бабоничі
Бабо́ничі (хорв. Babonići) — хорватський князівський рід. Один із родів середньовічної Славонії, який відігравав важливу військову та політичну роль в історії Хорватії в епоху феодальної анархії. Його зростання почалося на рубежі 12-го і 13-го століть, коли вони отримали величезні маєтки від королів Угорщини. Вони були пов'язані з графами Горіції, венеційським родом Морозіні і боснійським родом Котроманичів.

## Назва
- Бабоничі (хорв. Babonići;  угор. Babonics, Vodicsai; серб. Бабонићи)[1][2]
- Бабонеги (хорв. Babonegi)[1][2]
- Бабонези (хорв. Babonezi)[1][2]
- Бабонезовичі (порт. Babonezovići)[2]
- Бабонежичі (хорв. Babonežići)[1][2]
- Князі Благайські (босн. Blagajski knezovi)

## Герб
У срібному полі червоні (лівобічні) перев'язи. Ймовірно походить від герба мадярських Арпадів.
- Різновиди:

1. щит скошений зліва; у правій золотій частині червоний лев, у лівій срібній — червоні лівобічні перев'язи (герб Стефана IV)
2. скошений срібний щит; у правій частині червона троянда, у лівій срібній — червоні перев'язи.
3. срібний щит скошений зліва; у правій частині червона троянда, у лівій — червоні лівобічні перев'язи.
4. перетятий срібний щит з червоними перев'язами; у главі — червона троянда.
5. перетятий срібний щит з червоними лівобічними перев'язами; у главі — червона троянда.

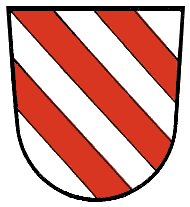
Перев'язи
Перев'язи з троянодою
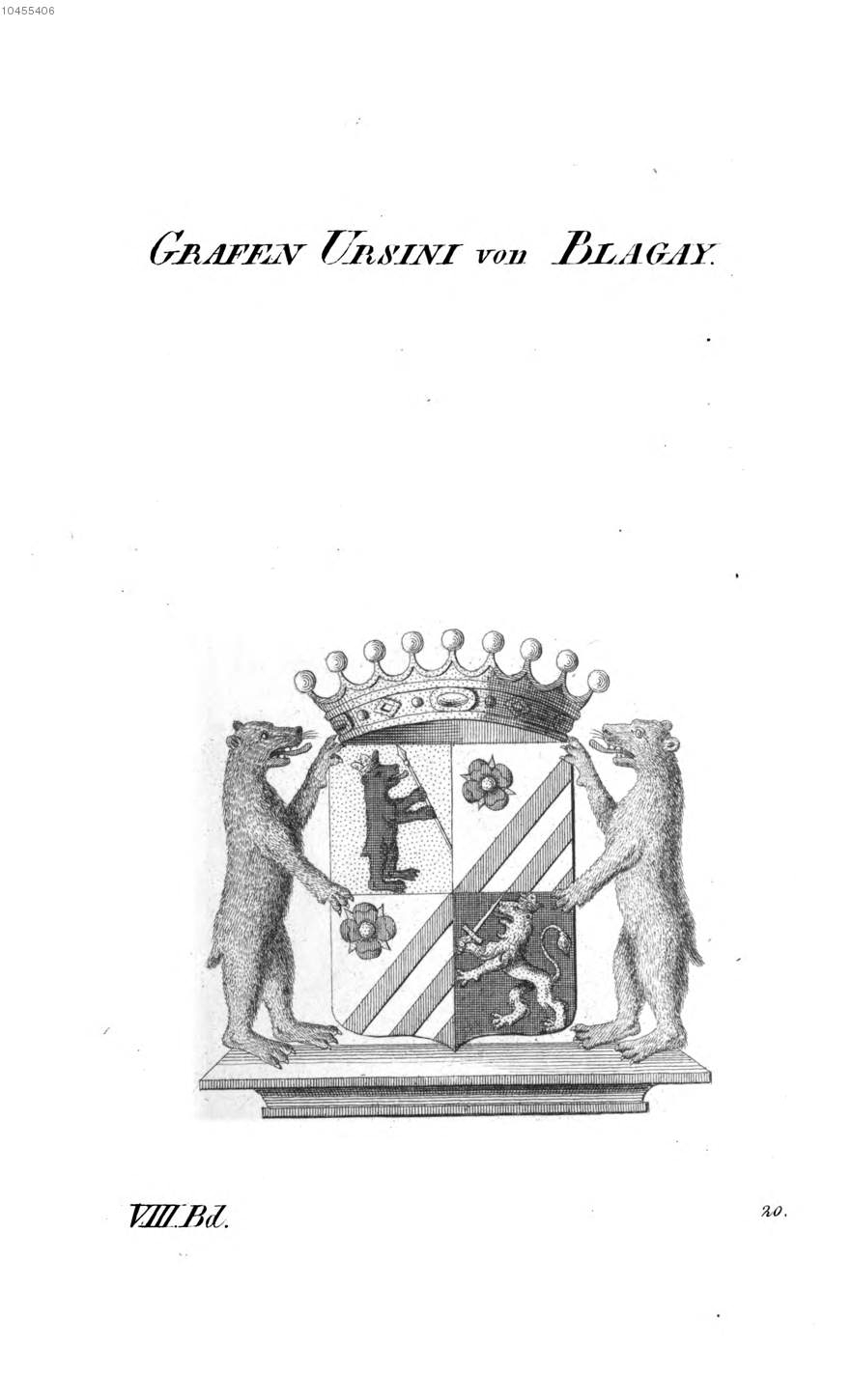
Благайські
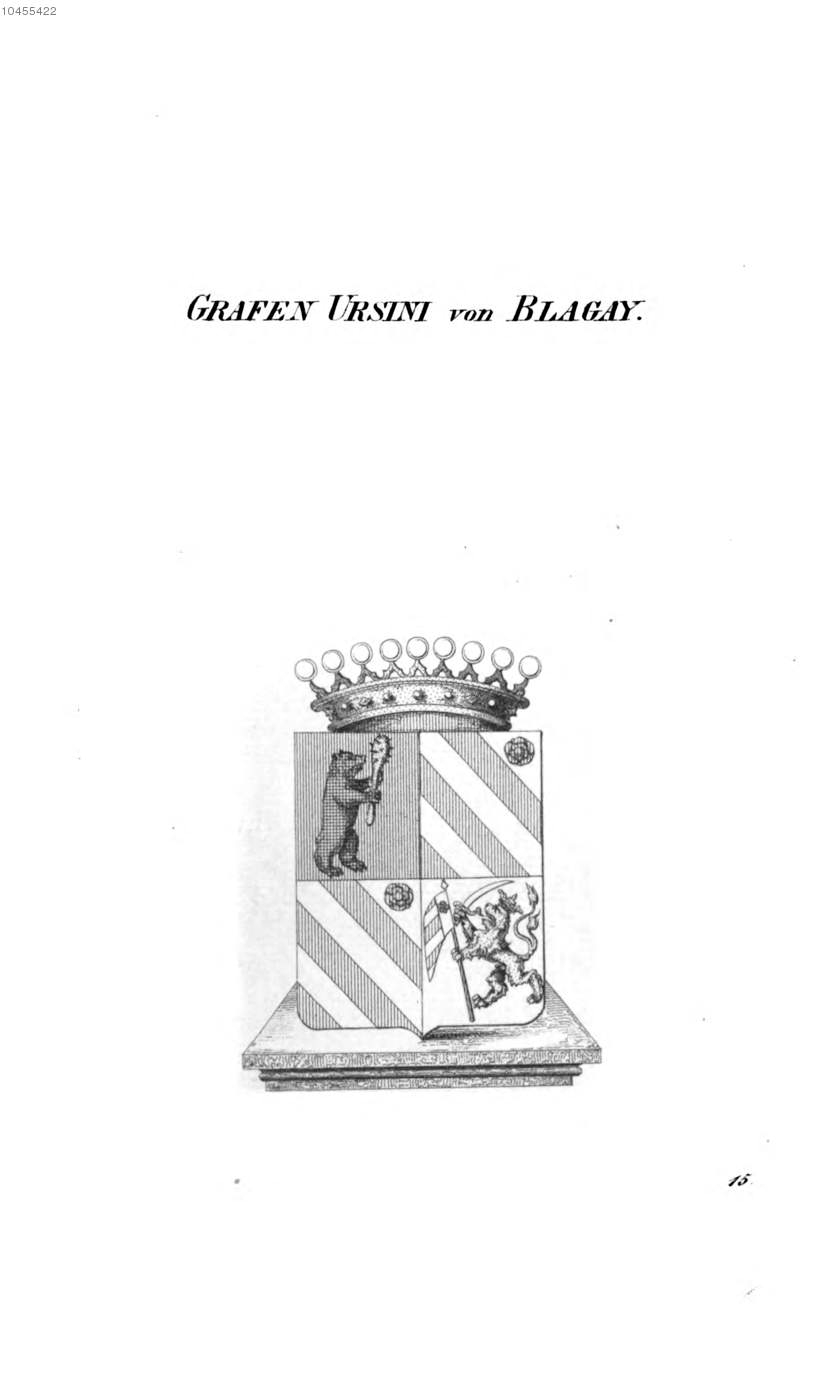
Благайські

## Історія
У сучасних джерелах з'являються як великі князі. Вперше цей рід згадується в кінці 12-го століття. На початку 14-го століття правили на теренах Крайни, де сучасна Боснія і річка Врбас, від річки Сави до гори Гвозд (Вргинмост). Найсильнішим їх оплотом було спочатку добре укріплене місто Стеничняк у Покуп'ї («Горічка жупанія» — Лісова округа), де вони контролювали важливий маршрут з долини Дунаю до моря, а пізніше місто Благай, що закриває долину річки Уни.
У 1241 р. Бабоничі королем Белою IV були звільнені від сплати податків та звільнені від влади бана через те, що надали допомогу королеві під час відступу від татар через Загреб до узбережжя Адріатичного моря.
Їхня військова та політична влада трималася на економічній потужності. З середини 13-го століття в тридцяті роки 14-го століття даний рід займав губернаторські позиції бана, який тяжів до утворення спадкової династії, піднявшись на боротьбу з представниками інших родів, особливо проти князів Брибірських. У боротьбі за владу в Славонії, особливо запекла боротьба точилася з могутньою родиною, яка переїхала з Гісінговаця.
Конфлікт Рудольфа I Габсбурга і Пржемисла Отакара II призвів до того, що отримали з Габсбургами 1278 року жупи Псет, Горіція, Гай, Дрежник, Новий Град і Петріня. Через деякий час по тому для розширення своїх володінь купили Поунє, мали претензії на Благай. У династичній боротьбі в Угорському королівстві Бабоничі, маючи силу економічну і військову потужність, спустошували Корошку, Крайну, Істрію і Фріулію. Під час Івана Бабонича (1316—1323 роки) досягла зазначена династія великої сили, мали запеклу боротьбу із баном Младеном II Брібірським, який переміг в 1322 р. у Поліце, після чого Іван став баном хорватсько-далматинсько-славонським, і далі розширив свої володіння. Врешті він порушив владу Гісінговаця, але не послабив владу Нєліпіца. Завдяки війні Бабоничі стали власниками Дубицько-Водицько-Санського майна, коли вів веде війну на боці короля Сигізмунда.
У той же час конфлікт з боснійським князем Хрвоєм Вукчичем Хрватиничем позбавляє їх володінь Санської жупи. Система захисту на південному кордоні з Угорщиною Бабоничів була сильною у військовому значенні, вони виставляли королю Сигізмунду одну хоругву з п'яти слов'янських хоругов. У боротьбі проти графів Цельських і Франкопанів не мав успіху, і влада Бабоничів з 1492 року стрімко згасала. Зі Славонії, зрештою, Бабоничі зникають під натиском Османів (які в 1532 році відібрали Благай), рухаючись в Крайну, які в 1546 році захопили маєтності Бабоничів.

## Відомі особи
Нижче наводиться повний родовід на основі угорської історіографії
- Стефан I
- Бабонич I (Бабонега)
  - Стефан II (1243—1256 рр.), Бан Примор'я (лат. banus maritimus) (1243—1249 рр.)
    - Стефан III (1273—1300), Бан Славонії[ru] (в або перед 1295), предок гілки родоводу Крайни
      - Володислав I (1293)
      - Стефан V (1293)
        - Генрі (1345)
        - Стефан VI (1345)

    - Радослав I (1273—1293), Бан Славонії (1288, 1292, 1294)

  - Бабонич II (Бабонега) 1249—1256 рр.
    - Нікола I (1278—1292)
    - Стефан IV (1278—1316), Бан Славонії (1299; 1310—1316), предок гілки родоводу Крупа (Крупський)[6]
      - Георг (1321—1336)[6]
      - Іван II (1321—1327)[6]
      - Деніс (1321—1370), одружений був на Ганні графині Ортенбург[6]
      - Павло (1321—1381), одружений був на Катерині графині Горицько-Тирольській[6], помер і не залишив по собі спадкоємців

    - Іван I (1284—1334), Бан Славонії (1317—1322), бан Хорватії та Далмації (1322), брат Стефана IV
      - дочка (1328), одружена з Петром II Кошегі, предок гілки герцога де Шекчо

    - Отто (1284—1300)
    - Радослав II (1284—1314), брат Стефана IV
      - Нікола II (1321—1330)
      - Дуям (1321—1369), предок гілки родоводу Благай

## Родинні зв'язки
- Рюриковичі. Волинські Мономаховичі. Романовичі
  - Марія (1253/1254—?) ∞ Стефан IV, загребський бан

### Монографії
- Curta, F. Southeastern Europe in the Middle Ages, 500—1250. Cambridge University Press, 2006. p. 399.
- Fine, J. The Late Medieval Balkans: A Critical Survey from the Late Twelfth Century to the Ottoman Conquest. The University of Michigan Press, 1994. p. 149.
- Klaić, V. Povjest Hrvata od najstarijih vremena do svršetka XIX stoljeća, 1. Zagreb, 1899.
- Klaić, N. Povijest Hrvata u razvijenom srednjem vijeku. Zagreb, 1976.
- Lopašić, R. Bihać i Bihaćka krajina. Zagreb, 19432, s. 163–168, 186–189, 191.
- Šišić, F. Povijest Hrvata za kraljeva iz doma Arpadovića, 1. Zagreb 1944.
- Povijest Hrvata — srednji vijek. Zagreb: Školska knjiga, 2003, s. 217.
- Thallóczy, L. Die Geschichte der Grafen von Blagay. Wien, 1898.

### Статті
- Klaić, V. Hrvatski bani za Arpadovića (1102–1301) // Vjestnik Kr. hrvatsko-slavonsko-dalmatinskog zemaljskog arhiva, 1 (1899) s. 129–138, 231–243.
- Šufflay, M. Iz arkiva ug. narodnog muzeja // Vjesnik Kr. hrvatsko-slavonsko-dalmatinskog zemaljskog arhiva, 8 (1906).
- Thallóczy, L. Historička istraživanja o plemenu goričkih i vodičkih knezova // Glasnik Zemaljskog muzeja u Bosni i Hercegovini, 9 (1897) VII/IX, s. 333–397.
- Truhelka, Ć. Slavonski banovci // Glasnik Zemaljskog muzeja u Bosni i Hercegovini, 9 (1897) VII/IX, I/III, s. 1–160.

### Довідники
- Antoljak, S. Babonići [Архівовано 11 жовтня 2016 у Wayback Machine.] // Hrvatski biografski leksikon. Zagreb: Leksikografski zavod Miroslava Krleže, 1983, s. 310.
- Војна енциклопедија, том 1 (424)
- Koszta, L. Babonić // Korai magyar történeti lexikon (9–14. század). Akadémiai Kiadó, 1994. p. 73.